# ونستره
ونستره، (به انگلیسی: Liberal Party (Norway)) که معنی لفظی آن به فارسی، «چپ» است؛ قدیمی‌ترین حزب سیاسی نروژ است. این حزب در تاریخ ۲۸ ژانویه ۱۸۸۴ ثبت رسمی شده‌است؛ اما زمان واقعی تشکیل آن، به یک سال قبل از تاریخ فوق برمی گردد.
 ونستره یک حزب سیاسی لیبرال و متعلق به جناح غیر سوسیالیست است. از سال ۲۰۲۰ میلادی، خانم گوری ملبی بعد از سَلَف خویش، ترینه شای گرانده به رهبری حزب، برگزیده شده‌است.
در انتخابات پارلمانی سال ۲۰۱۷ میلادی، حزب ونستره، از حمایت ۴٫۴ درصد آرا برخوردار شد که نسبت به انتخابات سال ۲۰۱۳ میلادی، زمانی که این حزب ۹ نماینده در مجلس ملی نروژ داشت، ۰٫۸ درصد کاهش نشان می‌دهد.
پس از انتخابات در سال ۲۰۱۷ میلادی، به منظور حضور در دولت ارنا سولبرگ، حزب ونستره، برخلاف حزب دمکرات مسیحی (نروژ)، شروع به آغاز مذاکرات با حزب هویره و حزب فرمسکریت پارتی، کرد. در ژانویه ۲۰۱۸، مذاکرات تکمیل شد و حزب ونستره با ۳ وزیر، بخشی از یک دولت ائتلافی ۳ حزبی سبز-آبی شد. با این حال، در ژانویه ۲۰۱۹، حزب دمکرات مسیحی (نروژ) نیز همچنین با گرفتن یک پست وزارت در کابینه ارنا سولبرگ، وارد دولت ائتلافی شد و به این ترتیب، احزاب حامی دولت در مجلس ملی نروژ به اکثریت دست یافتند. در ژانویه ۲۰۲۰، به دنبال کناره‌گیری فرمسکریت پارتی از دولت که منجر به از دست دادن حمایت اکثریت در مجلس ملی نروژ برای دولت ارنا سولبرگ، شد؛ تعداد وزیران حزب ونستره، از ۳ به ۴ افزایش یافت.

## یادداشت
1. ↑  سامی (اسکاندیناوی)